# Natura Sloveniae
Natura Sloveniae  slovenski je znanstveni časopis za biologiju. Izdaju ga Biotehniški fakultet Univerze u Ljubljani i slovenski Nacionalni inštitut za biologijo.

## Sadržaj časopisa
Časopis objavljuje prinose biološkog sadržaja, koji se uglavnom odnose na živi svijet središnje i jugozapadne Europe. Cilj uredništva je objavljivanjem znanstvenih članaka, kratkih vijesti i zabilješki s terena, podići razinu informiranosti o biologiji, te upozoriti javnost na potrebu razvijanja ekološke svijesti. 
Glavna je urednica zoologinja Maja Zagmajster, a o izboru radova i recenziji skrbi međunarodni urednički odbor.

## Vanjske poveznice
- O časopisu